# Olzog Verlag
Der Olzog-Verlag (Eigenschreibweise: OLZOG Verlag) war ein deutscher Buchverlag aus München. Er wurde 1949 als Isar Verlag durch Günter Olzog gegründet. Das Verlagsmotto lautete Informieren & Akzente setzen.

## Geschichte
Der Verlag wurde am 10. Dezember 1949 von Günter Olzog, der bis 1998 Gesellschafter und alleiniger Geschäftsführer war, als Isar-Verlag Dr. Günter Olzog mitbegründet. Er wollte „objektiv und kritisch“ informieren. 1960 erfolgte die Umbenennung in Günter-Olzog-Verlag. Ab 1972 wurde der Verlag in einer GmbH organisiert. 1987 wurde das Unternehmen an den Verlag moderne Industrie in Landsberg am Lech verkauft. 1998 erfolgte der Weiterverkauf an den vormaligen Vorstandssprecher Reinhard Möstl und die Verlagsgruppe Weltbild sowie die Verlegung des Unternehmenssitzes nach München-Sendling. Der Umsatz belief sich zu diesem Zeitpunkt auf 2 Millionen D-Mark.
Am 1. Januar 2014 übernahm der Lau-Verlag in Reinbek bei Hamburg das Sachbuchprogramm („Geschichte, Politik, Gesellschaft“) des Olzog-Verlags, der lediglich seine „crossmedialen Programme“ behielt. 2017 wurde der Verlag an MGO Fachverlage verkauft und wird dort seitdem als Imprint fortgeführt.

## Programm
2007 betrug die Zahl der jährlichen Neuerscheinungen zwischen 20 und 30 Bücher. Das Verlagsprogramm umfasste bis Ende 2013 die gesellschaftswissenschaftlichen Bereiche Politik, Wirtschaft (u. a. „Liberale Reihe“ zu bekannten Wirtschaftstheoretikern), Gesellschaft und Zeitgeschichte. Insgesamt erschienen über 1200 Titel. Neuere Werke wurden vor allem in den Bereichen Bildung und Fachinformation publiziert. Einen Schwerpunkt nahmen zuletzt Unterrichts- und Praxismaterialien für Kindergarten, Schule, Seniorenbetreuung und Schulberatung ein, die ab 2009 kostenpflichtig bei eDidact online angeboten wurden.
Beim Olzog Verlag veröffentlichten u. a. 
| - Hendrik van Bergh - Harald Bergsdorf - Ehrhardt Bödecker - Günter Buchstab - der Deutsche Bundestag - Thomas Ellwein - Michael F. Feldkamp - Lothar Fritze - Rainer Fromm - Armin Fuhrer - Michael Gehler - Klaus Gotto - Helga Grebing - Uwe Hartmann - Hans-Dieter Heumann - Eckhard Jesse - Alfred Jüttner - Hans Mathias Kepplinger | - Michael Klöcker - Erwin Könnemann - Uwe Kranenpohl - Volker Kronenberg - Jürgen P. Lang - Gerd Langguth - Konrad Löw - Siegfried Lowitz - Niklas Luhmann - Werner Maser - Meinhard Miegel - Patrick Moreau - Ernst Nolte - Heinrich Oberreuter - Günter Olzog - Horst Pötzsch - Friedrich Pohlmann - Horst Poller | - Dieter Portner - Günter Poser - Michael von Prollius - Günter Rohrmoser - Dietmar Schössler - Gerd Schultze-Rhonhof - Franz W. Seidler - Rolf Steininger - Wolfgang Stock - Gerhard Stoltenberg - Udo Tworuschka - Christian Walther - Nikolaus Werz - Michael Wolffsohn - Hans Zehetmair - Alfred de Zayas |